# Bartlettia
Bartlettia es un género monotípico de plantas fanerógamas perteneciente a la familia de las asteráceas. Su única especie Bartlettia scaposa es originaria de Norteamérica.

## Descripción
Es una planta anual, que alcanza un tamaño de 5-25 cm de altura. Tallos erectos, ramificado desde las bases. Hojas mayormente basales, subopuestas o alternas, pecioladas, láminas. ± deltadas a elípticas, a veces 3-lobuladas, márgenes últimas ± aserradas. Las inflorescencias solitarias. Los involucros  hemisféricos, en su mayoría 7-9 mm de diámetro. Las corolas amarillas. Disco floretes 30-90, bisexuales y fértiles. Tiene un número de cromosomas de x = 11.

## Distribución
Se encuentra en los Estados Unidos y México.

## Taxonomía
Bartlettia scaposa fue descrita por Asa Gray y publicado en Plantae Novae Thurberianae 323–324. 1854.